# Lîpnîkî, Mostîska
Lîpnîkî (în ucraineană Липники) este localitatea de reședință a comunei Lîpnîkî din raionul Mostîska, regiunea Liov, Ucraina.

## Demografie
Componența lingvistică a localității Lîpnîkî
     Ucraineană (58,62%)
Conform recensământului din 2001, majoritatea populației localității Lîpnîkî era vorbitoare de ucraineană (58,62%), existând în minoritate și vorbitori de polonă (41,38%).